# Рушково (Ліпновський повіт)
Рушково (пол. Ruszkowo, нім. Rüschbruch) — село в Польщі, у гміні Добжинь-над-Віслою Ліпновського повіту Куявсько-Поморського воєводства.
Населення — 70 осіб (2011).
У 1975-1998 роках село належало до Влоцлавського воєводства.

## Демографія
Демографічна структура станом на 31 березня 2011 року:
|          | Загалом | Допрацездатний вік | Працездатний вік | Постпрацездатний вік |
| -------- | ------- | ------------------ | ---------------- | -------------------- |
| Чоловіки | 33      | 5                  | 23               | 5                    |
| Жінки    | 37      | 9                  | 18               | 10                   |
| Разом    | 70      | 14                 | 41               | 15                   |